# Departamento San Martín (Mendoza)
El departamento de San Martín es un departamento en la provincia de Mendoza (Argentina), en la zona este. Fue creado en 1859 por decreto de Juan Cornelio Moyano, con cabecera en la villa de San Martín (actualmente ciudad).Posee 16 distritos y 1504 km² de superficie.

## Historia
La villa de San Martín fue creada en 1816 (el 20 de diciembre) por Toribio de Luzuriaga. El departamento fue creado en 1859 por decreto de Juan Cornelio Moyano, con cabecera en la villa de San Martín. La villa bautizada en honor a José de San Martín, quien poseyera una finca de 200 ha en este territorio. La finca fue declarada lugar histórico nacional en 1941.

## Geografía
Ubicado en el sector noreste de Mendoza (a 43 kilómetros de la capital provincial), el departamento se encuentra en una llanura con suave pendiente hacia el este, dentro de lo que se conoce como Llanura de la Travesía. El ambiente es árido y semiárido. La llanura está conformada por una cuenca sedimentaria rellenada con mantos acarreados por el viento y el agua durante el Terciario y el Cuaternario.
Solo hay un río que surca en la zona, el Mendoza, que transporta muy poca agua, ya que sus torrentes son retenidos para el aprovechamiento en la parte superior. 
La temperatura va desde los 41 °C en verano hasta los -7 °C en invierno, y las precipitaciones no alcanzan los 200 mm. anuales.

### Superficie y límites
El departamento posee una extensión de 1504 kilómetros cuadrados. Limita al norte con el departamento Lavalle, al sur con el departamento Junín, al este con el departamento Santa Rosa y al oeste con el departamento Maipú.

### Población
Según el censo del INDEC en 2010 la población arrojó un resultado de 118 220 habitantes.
Para el censo 2022 el departamento registró 139 792 habitantes; lo que representó un aumento en la cantidad de personas del 18,2% mayor que el crecimiento poblacional provinciala situado en 17,5%. Estos datos le valieron al departamento tener la séptima mayor población de la provincia.

#### Evolución demográfica[6]
| Censo (año) | Población |
| ----------- | --------- |
| 1914        | 20.514    |
| 1947        | 36.015    |
| 1960        | 56.877    |
| 1970        | 65.806    |
| 1980        | 87.608    |
| 1991        | 98.294    |
| 2001        | 108.448   |
| 2010        | 118.220   |
| 2022        | 139.792   |

### Sismicidad
La sismicidad del área de Cuyo (centro oeste de Argentina) es frecuente y de intensidad muy alta, con un silencio sísmico de terremotos medios a graves cada 20 años.
- Sismo de 1861: aunque dicha actividad geológica catastrófica ocurre desde épocas prehistóricas, el terremoto del 20 de marzo de 1861 (164 años), con 12 000 muertes,[8] señaló un hito importante dentro de la historia de eventos sísmicos argentinos ya que fue el más fuerte registrado y documentado en el país. A partir del mismo los sucesivos gobiernos mendocinos y municipales han ido extremando cuidados y restringiendo los códigos de construcción.[7] Con el terremoto de San Juan del 15 de enero de 1944 (81 años) los gobiernos tomaron estado de la enorme gravedad crónica de sismos de la región.
- Sismo de 1920: de 6,8 de intensidad, destruyó parte de sus edificaciones y abrió numerosas grietas en la zona. Hubo 250 muertes por destrucción de casas de adobe[8][7]
- Sismo del sur de Mendoza de 1929: muy grave, y al no haber desarrollado ninguna medida preventiva, a pesar de haber transcurrido solo nueve años del anterior, mató a 30 habitantes por la caída de casas de adobe[7]
- Sismo de 1985: fue otro episodio grave,[9] de 9 s de duración, derrumbando el viejo Hospital del Carmen de Godoy Cruz.

## Economía
Su economía se basa en el cultivo e industrialización de la vid y en la agroindustria con el cultivo e industrialización de frutas y hortalizas. Posee una privilegiada ubicación en el importante corredor que une a Buenos Aires - capital de la República Argentina- con la ciudad de Mendoza y con Santiago de Chile.

## Deportes
- Atlético Club San Martín: Fundado el 22 de diciembre de 1927, es considerado uno de los cuatro grandes del fútbol mendocino.

- Club Atlético Palmira: Fundado el 31 de enero de 1912 como Tracción Talleres es el más antiguo de los clubes deportivos de la zona Este de Mendoza.

- Club Social y Deportivo Montecaseros: Fundado el 30 de agosto de 1927, actualmente milita en el Torneo Federal B.

## Palmira y su búsqueda de autonomía
El distrito de Palmira reclama desde hace tiempo que quiere convertirse en un departamento autónomo. Cabe destacar que es el segundo más poblado del departamento, luego de Ciudad, y fue durante mucho tiempo un punto muy importante en la red ferroviaria de Argentina.